# Gran Premio Industria e Commercio di Prato 1969
Il Gran Premio Industria e Commercio di Prato 1969, ventiquattresima edizione della corsa, si svolse il 7 settembre 1969 su un percorso di 227 km, con partenza e arrivo a Prato. Fu vinto dall'italiano Alberto Della Torre della Filotex davanti ai suoi connazionali Ottavio Crepaldi e Franco Mori.

## Ordine d'arrivo (Top 10)
| Pos. | Corridore           | Squadra   | Tempo    |
| ---- | ------------------- | --------- | -------- |
| 1    | Alberto Della Torre | Filotex   | 5h59'04" |
| 2    | Ottavio Crepaldi    | Sanson    |          |
| 3    | Franco Mori         | Sanson    |          |
| 4    | Aldo Moser          | G.B.C.    |          |
| 5    | Ernesto Donghi      | Sagit     |          |
| 6    | Giovanni Bramucci   | Gris 2000 |          |
| 7    | Leopoldo Cattelan   | Ferretti  |          |
| 8    | Vittorio Marcelli   | Sanson    |          |
| 9    | Michele Dancelli    | Molteni   |          |
| 10   | Franco Bitossi      | Filotex   |          |